# Пиједрас Грандес (Сан Мигел ел Алто)
Пиједрас Грандес (шп. Piedras Grandes) насеље је у Мексику у савезној држави Халиско у општини Сан Мигел ел Алто. Насеље се налази на надморској висини од 1896 м.

## Становништво
Према подацима из 2010. године у насељу је живело 10 становника.

### Хронологија
| Година       | 2005         | 2010 |
| ------------ | ------------ | ---- |
| Становништво | 68 (34 / 34) | 10   |

### Попис
| # | Индикатор                     | Вредност |
| - | ----------------------------- | -------- |
| 1 | Укупно домаћинстава           | 4        |
| 2 | Укупно насељених домаћинстава | 2        |
| 3 | Величина локације             | 1        |